# Tournoi de tennis de Qujing
Le Qujing International Challenger est un tournoi international de tennis masculin faisant partie de l'ATP Challenger Tour ayant lieu tous les ans au mois de mars à Qujing (Chine) à partir de l'année 2018 et se joue sur dur.

## Palmarès

### Simple
| Année | Dotation | Vainqueur    | Finaliste | Score     |
| ----- | -------- | ------------ | --------- | --------- |
| 2018  | 75 000 $ | Malek Jaziri | Blaž Rola | 7-65, 6-1 |

### Double
| Année | Vainqueurs                     | Finalistes     | Score              |
| ----- | ------------------------------ | -------------- | ------------------ |
| 2018  | Aliaksandr Bury Peng Hsien-yin | Wu Di Zhang Ze | 63-7, 6-4, [12-10] |